# Абель Деко
Абель-Марі Алексіс Деко (11 лютого 1869 — 19 березня 1943) — французький органіст, композитор і педагог, найбільш відомий своєю фортепіанною сюїтою Clairs de lune, однією з найперших п'єс додекафонії.
Учень Теодора Дюбуа, Жуля Массне та Шарля-Марі Відора, зокрема, був титулярним органістом великого органу базиліки Сакре-Кер. За життя Деко був більш відомий як гравець і професор, ніж як композитор.
У народі його називають «французьким Шенбергом».